# هارالد شوتسه

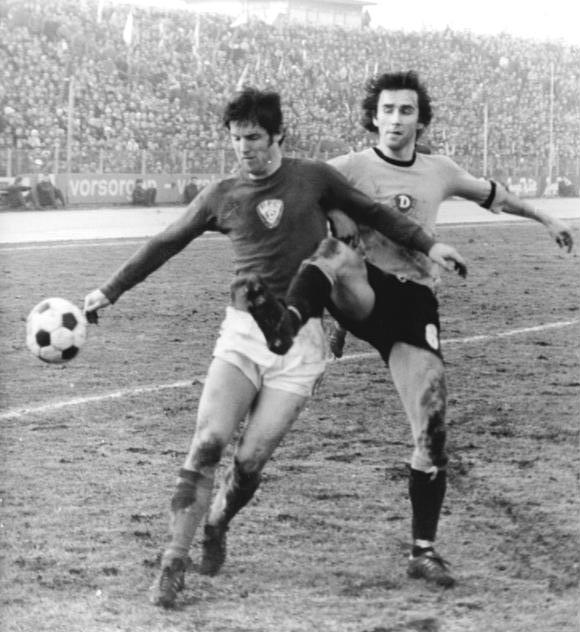
هارالد شوتسه

هارالد شوتسه (به آلمانی: Harald Schütze) بازیکن فوتبال و هافبک اهل آلمان شرقی بود که از سال ۱۹۶۹ میلادی عضو تیم ملی فوتبال آلمان شرقی بوده‌است. وی در ۱ بازی ملی حضور داشته و در بازی‌های ملی‌اش گلی به ثمر نرساند. هارالد شوتسه آخرین بازی ملی خود را در سال ۱۹۶۹ میلادی انجام داد.